# Pterostoma
Pterostoma is een geslacht van vlinders van de familie tandvlinders (Notodontidae).

## Soorten
- P. grisea Bremer, 1861
- P. hoenei Kiriakoff, 1963
- P. palpina

Snuitvlinder Clerck, 1759
- P. sinica Moore, 1877